# Mario Pomilio
Mario Pomilio (ur. 14 stycznia 1921 w Orsogni, zm. 3 kwietnia 1990 w Neapolu) – włoski pisarz, dziennikarz i nauczyciel, poseł do Parlamentu Europejskiego II kadencji.

## Życiorys
Syn nauczyciela szkoły podstawowej Tommaso i Emmy Di Lorenzo. Przez krótki czas walczył na froncie II wojny światowej. W 1945 ukończył studia z literaturoznawstwa w Scuola Normale di Pisa, pisząc pracę magisterską o fikcji Luigiego Pirandello. Kształcił się następnie na uczelniach w Paryżu i Brukseli, prowadząc badania nad Francesco Petrarcą. Przez wiele lat pracował jako nauczyciel literatury w szkołach średnich i konserwatorium muzycznym w Neapolu, w 1979 został także wykładowcą współczesnej literatury włoskiej na prywatnej uczelni Università degli Studi „Suor Orsola Benincasa” w tym mieście. Pierwsze eseje publikował już na początku lat 40., jednak w 1954 opublikował pierwszą powieść, która przyniosła mu uznanie. W kolejnych latach publikował szereg powieści, esejów i jeden tom poezji. W latach 40. zajął się  działalnością krytyka i historyka literatury, publikując kilka monografii. Pisał również do gazet i periodyków literackich, m.in. „Le ragioni narrative”; kierował działem książek w „Il Mattino di Napoli”, a w latach 50. i 60. udzielał się jako dziennikarz śledczy.
W pierwszych latach po wojnie związany ze środowiskami lewicy, w tym Partią Akcji i Włoską Partią Socjalistyczną, po 1948 rozczarowany tym nurtem. W 1984 wybrany posłem do Parlamentu Europejskiego z ramienia Chrześcijańskiej Demokracji. Przystąpił do Europejskiej Partii Ludowej (Chrześcijańskich Demokratów). Pod koniec życia silnie schorowany, zmarł rok po zakończeniu kadencji.

## Wyróżnienia
Laureat licznych nagród literackich, w tym Nagrody Stregi (za rok 1983 i powieść „Il Natale del 1833”), Premio Campiello, Premio Napoli czy Prix du Meilleur Livre Étranger.